# Universitatea „Vasile Alecsandri” din Bacău
Universitatea „Vasile Alecsandri” din Bacău este o universitate de stat din municipiul Bacău,România.
În 1961 s-a înființat Institutul Pedagogic, cu secțiile: Științe Umaniste, Matematică, Științe Naturale. Acestora li s-au adăugat în 1964 Facultatea de Istorie-Geografie și Facultatea de Educație Fizică, iar în 1976 Facultatea de Inginerie, an când Institutul Pedagogic devine Institutul de Învățământ Superior din Bacău.

## Facultăți
În cadrul Universității "Vasile Alecsandri" din Bacău există următoarele facultăți:

### Facultatea de Științe
- Studii de licență
  - Matematică (3 ani-studii de licență-zi)
  - Specializarea Informatică (3 ani-studii de licență-zi)
  - Specializarea Informatică (3 ani-studii de licență-frecvență redusă)
  - Specializarea Biologie (3 ani studii de licență-zi)
  - Specializarea Ecologia și protecția mediului (3 ani studii de licență-zi)

- Studii de masterat:
  - Specializarea Modele matematice și sisteme informatice pentru domeniul financiar-bancar (2 ani masterat universitar)
  - Specializarea Matematică didactică (2 ani masterat universitar)
  - Specializarea Valorificarea resurselor biologice și protecția mediului (2 ani masterat universitar)
  - Specializarea Protecția și valorificarea resurselor biologice (2 ani masterat postuniversitar)

### Facultatea de Inginerie

#### Specializări universitare
- Domeniul Inginerie Industriala 
  - Tehnologia Constructiilor de Masini (4 ani)
  - Ingineria si Managementul Calitatii (4 ani)
  - Design Industrial (4 ani)
- Domeniul Ingineria Produselor Alimentare 
  - Ingineria Produselor Alimentare (4 ani)
- Domeniul Mecatronica si robotica
  - Mecatronica (4 ani)
- Domeniul Inginerie si Management
  - Inginerie Economica în Domeniul Mecanic (4 ani)
  - Inginerie Economica în Domeniul Electric, Electronic si Energetic (4 ani)
- Domeniul Calculatoare si Tehnologia Informatiei 
  - Tehnologia Informatiei (4 ani)
- Domeniul Inginerie Energetica
  - Energetica Industriala (4 ani)
- Domeniul Inginerie Mecanica
  - Echipamente pentru Procese Industriale (4 ani)
- Domeniul Ingineria Mediului
  - Ingineria si Protectia Mediului în Industrie (4 ani)
- Domeniul Inginerie Chimica
  - Inginerie Biochimica (4 ani)

#### Specializări postuniversitare
- Studii de masterat
  - Facultatea de Inginerie
    - Managementul producției industriale 4 semestre)
    - Managementul producției mediului în industrie (4 semestre)
    - Managementul și optimizarea echipamentelor de proces (4 semestre)
    - Managementul sistemelor industriale de producție și servicii (4 semestre)
    - Echipamente și tehnologii moderne în energetică (4 semestre)
    - Materiale neconvenționale în biotehnologii moderne (4 semestre)
    - Știința și ingineria produselor alimentare ecologice (4 semestre)
    - Strategii în asigurarea calității (4 semestre)
    - Optimizarea și informatizarea proceselor și echipamentelor de fabricație (4 semestre)
    - Concepție, sinteză, analiză de molecule de interes biologic (4 semestre)
    - Chimia și ingineria valorificării bioresurselor (4 semestre)
    - Mecatronică avansată (4 semestre)

  - Facultatea de Științe Economice
    - Contabilitate, audit și informatică de gestiune (4 semestre)
    - Marketing și comunicare în afaceri (4 semestre)

  - Facultatea de litere
    - Limba engleză. Practici de comunicare (în limba engleză)
    - Studii lingvistice în limba engleză (în limba engleză)
    - Limba franceză. Practici de comunicare (în limba franceză)
    - Cultură și literatură română
    - Culturi și literaturi anglofone. Practici discursive. (în limba engleză)
    - Discurs și comunicare

  - Facultatea de Științe
    - Matematică didactică (4 semestre)
    - Modele matematice și sisteme informatice pentru domeniul financiar-bancar (4 semestre)
    - Valorificarea resurselor biologice și protecția mediului (4 semestre)

  - Facultatea de Științe ale Mișcării, Sportului și Sănătății
    - Activități motrice curriculare și de timp liber
    - Performanță sportivă
    - Kinetoterapia în educarea și reeducarea funcțională
- Studii doctorale
- Studii aprofundate
  - Managementul activitatilor logistice (2 semestre)
  - Strategii manageriale în domeniul calitatii (2 semestre)
  - Logistica sistemelor energetice (2 semestre)
- Conversie profesionala
  - Educatie Tehnologica (3 semestre)
  - Informatica (3 semestre)
  - Protectia Mediului (3 semestre)
- Studii de specializare
  - Educatie Tehnologica (3 semestre)
  - Informatica (3 semestre)

### Facultatea de Științe Economice
- Specializarea Administrarea afacerilor
- Specializarea Contabilitate și Informatică de Gestiune
- Specializarea Marketing

### Facultatea de Litere
- Specializarea COMUNICARE ȘI RELAȚII PUBLICE
- Specializarea LIMBA ȘI LITERATURA ROMÂNĂ - O LIMBA ȘI LITERATURA MODERNA (ENGLEZĂ, FRANCEZĂ)
- Specializarea LIMBA  ȘI LITERATURA ENGLEZĂ  - LIMBA  ȘI LITERATURA FRANCEZĂ
- Specializarea LIMBI MODERNE APLICATE

### Facultatea de Științe ale Mișcării, Sportului si Sănătății
- Specializarea Educație fizică și sportivă
- Specializarea Kinetoterapie și motricitate specială
- Specializarea Terapie Ocupațională